# Amt Neudenau
Das Amt Neudenau war eine während der napoleonischen Zeit von 1807 bis 1813 bestehende Verwaltungseinheit im Norden des Großherzogtums Baden.

## Geschichte

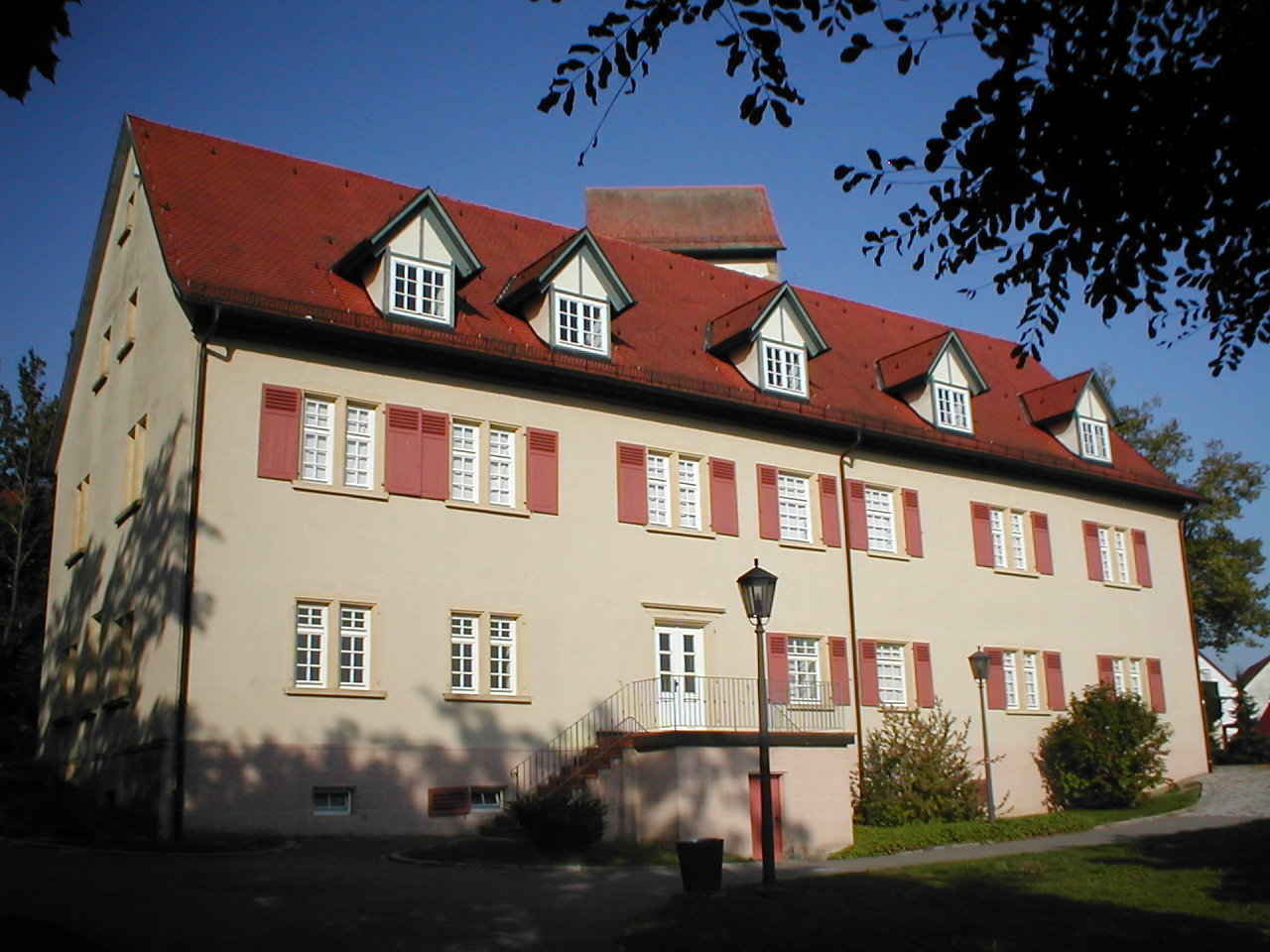
Schloss Neudenau

Vor Inkrafttreten der Bestimmungen des Reichsdeputationshauptschlusses 1803 war das am Kocher gelegene Neudenau Sitz einer kurmainzischen Amtsvogtei, die dem Oberamt Krautheim unterstellt war. Die Stadt gehörte anschließend einer gräflichen Linie des Hauses Leiningen, bis sie in Umsetzung der Rheinbundakte 1806 mediatisiert und der badischen Landeshoheit unterstellt wurde. Im Sommer 1807 wurde das standesherrliche Amt Neudenau errichtet, dem auch die Orte Billigheim, Herbolzheim, Allfeld, Mühlbach, Katzental und (ein Teil von) Stein angehörten. Im Dezember 1807 wurde es der neu gegründeten Landvogtei Mosbach zugewiesen. Im Rahmen der Verwaltungsgliederung Badens zählte das Amt zunächst zur Provinz des Unterrheins oder der Badischen Pfalzgrafschaft, ab 1809 zum Main- und Tauberkreis.
1810 wurde der Norden als Amt Billigheim ausgegliedert, dafür kam der Rest von Stein (mit Presteneck und Lobenbach) hinzu. Er war als grundherrschaftlich eingestuft und daher Ende 1807 der Landvogtei direkt unterstellt worden. Im Sommer 1813 wurde das Amt Neudenau aufgelöst und dem Zweiten Landamt Mosbach zugeteilt.

## Spätere Entwicklung
Mosbach blieb weiterhin Sitz der überörtlichen Verwaltung, dies galt auch für das zwischen 1841 und 1846 mit deutlich größerem Umfang bestehende Bezirksamt Neudenau. Die Orte kamen dementsprechend über das Bezirksamt zum Landkreis Mosbach. Erst bei dessen Auflösung 1973 wechselte der 1810 bei Neudenau verbliebene Süden zum Landkreis Heilbronn. Für den abgetrennten Nordteil blieb weiterhin Mosbach zuständig, nun im Rahmen des Neckar-Odenwald-Kreises.